# Suzanne de Nervèze
Suzanne de Nervèze était une précieuse et auteure française du XVIIe siècle.

## Biographie
Suzanne de Nervèze est peut-être la fille de Antoine de Nervèze. Elle était connue sous le nom de  Mlle de Nervèze,  pendant son activité de 1636 à 1662.

## Œuvres

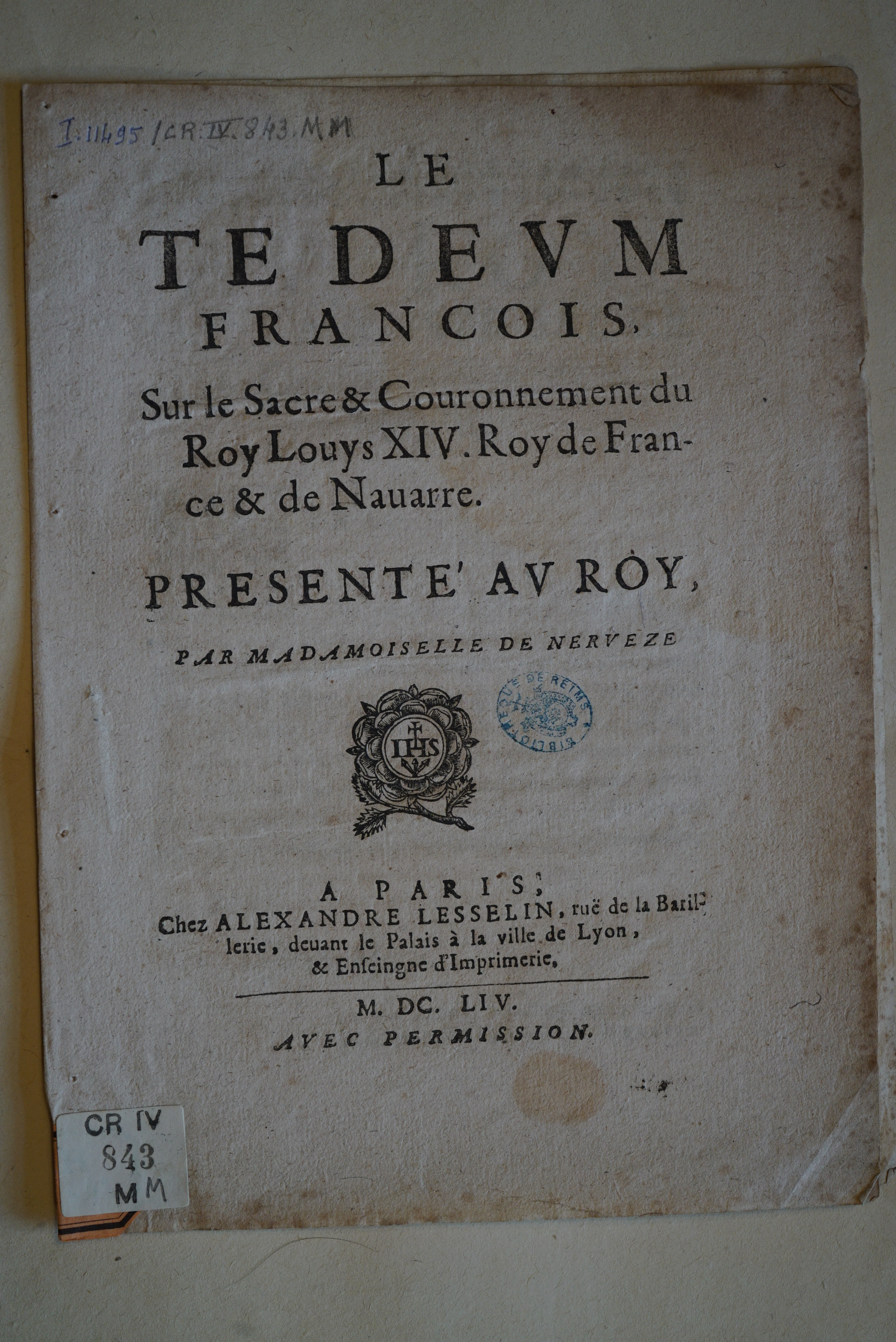
Ode à Louis XIV, bibliothèque de Reims.

- 1642 : Apologie en faveur des femmes, in Œuvres spirituelles et morales, Paris, Jean Paslé, p. 83-92 -- Éd. Colette H. Winn, Protestations et revendications féminines...
- Grandeurs d'Astrée, avec ces charmes et ces graces, a monseigneur de Séguier, chancelier & garde des sceaux de France.
- Discours panégyrique à monseigneur le duc d'Orléans, oncle unique du roi.
- 1644 : Le resonnement chrestien sur les vertus cardinales. Dedié à Msgr le Cardinal Mazarin par Mademoiselle de Nerveze, Paris, Jean Paslé.